# فرودگاه شهری پل ویندل
 فرودگاه شهری پل ویندل (به انگلیسی: Paul Windle Municipal Airport) یک فرودگاه همگانی بهره‌برداری هوایی است که یک باند فرود چمن دارد و طول باند آن ۷۹۲ متر است. این فرودگاه در کشور ایالات متحده آمریکا قرار دارد و در ارتفاع ۶۸۰ متری از سطح دریا واقع شده است.